# Зихлинг, Лазарус Готлиб
Лазарус Готлиб Зихлинг (нем. Lazarus Gottlieb Sichling; 1812, Нюрнберг — 18 августа 1863, Лейпциг) — немецкий гравёр.

## Биография
Учился у Самуэля Амслера в Мюнхенской академии художеств. Затем работал преимущественно в Лейпциге, где среди его учеников были, в частности, Фридрих Фогель и Фридрих Вильгельм Циммерман.
Родился в 1812 году в Нюрнберге.

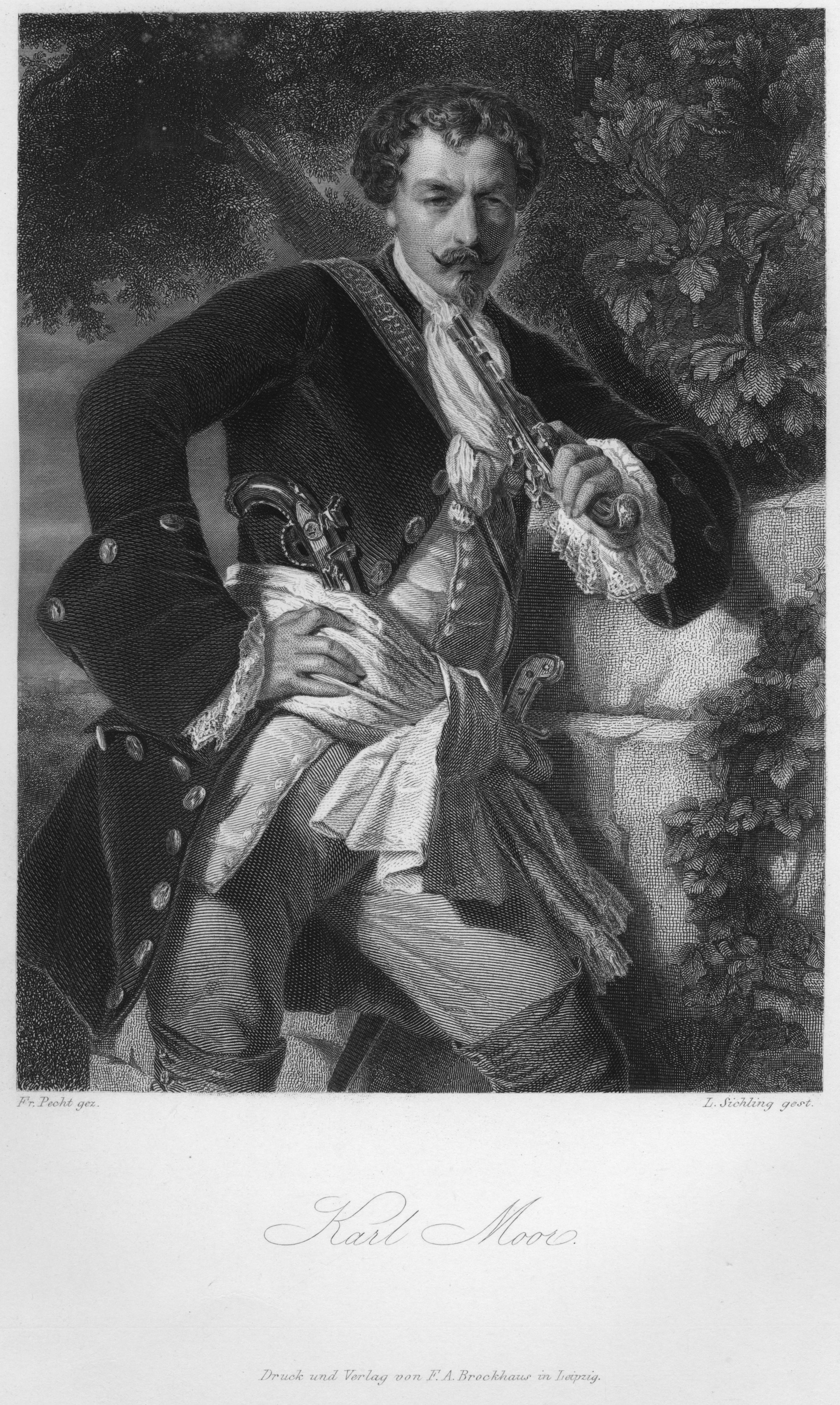
Karl Moor на гравюре Зихлинга по картине Фридриха Пехта

Известен преимущественно как портретист. Гравировал, в частности, портреты Бетховена (по картине Вальдмюллера), Клеменса Брентано, Юстуса Либиха, Георга Фридриха Гегеля (погрудное изображение с сидячего портрета работы Людвига Себберса). С себберсовского же оригинала выполнен и гравированный портрет Гёте к 100-летию писателя в 1849 году.
Умер 18 августа 1863 года в Лейпциге.